# Dubravko Dujšin
Dubravko Dujšin (Zadar, 12. rujna 1894. – Zagreb, 30. siječnja 1947.), hrvatski kazališni i filmski glumac.

## Životopis
Svoje glumačke vrhunce postiže ulogama Shakespeareovih Marca Antonia, Macbetha i Kralja Leara, te tumačenjem Begovićevih, Ibsenovih i Držićevih likova. Uspješan je bio i u pučkoj, te salonskoj komediji, što pridonosi njegovoj popularnosti. 
Zvonki baršunasti glas, prelijepa pojava, izvanredna dikcija i nadasve kultiviran govor, to su značajke i odlike umjetnika koji je naprečac osvajao publiku. U recitaciji je znao snažnim interpretacijama potpuno zaokupiti gledalište, sa smislom za psihološke složenosti karaktera koje je tumačio, Dujšin je zacrtao kazališni stil "zagrebačke glumačke škole". Okušao se desetak puta i kao redatelj. Predavao je glumu, neko vrijeme bio ravnatelj Drame Hrvatskog narodnog kazališta, a igrao je i na filmu.

## Filmografija
- "Paramount Parade" (1930.)
- "Slavica" kao Šime (1947.)

## Nagrada
U čast Dujšinu i njegovom djelu u Hrvatskoj 1977. godine je osnovana Vjesnikova godišnja nagrada za kazališnu umjetnost "nagrada Dubravko Dujšin".

## Vanjske poveznice
- Dubravko Dujšin u internetskoj bazi filmova IMDb-u (engl.)